# Il birraio di Preston
Il birraio di Preston (en español, “El cervecero de Preston”) es una ópera en tres actos del compositor italiano Luigi Ricci, con libreto en italiano de Francesco Guidi. Fue estrenada en el Teatro della Pergola de Florencia el 4 de febrero de 1847.

## Historia
Desde que, en 1837, tras el fracaso de su ópera “Le nozze di Figaro” Luigi Ricci obtiene el puesto de maestro de capilla de la Catedral de Trieste, su producción operística se reduce considerablemente, dedicándose más activamente a la música religiosa. Luigi regresa a la composición teatral en 1846 trabajando junto a su hermano Federico en la obra “L'amante di richiamo”, componiendo a continuación “Il birraio di Preston”, una opera buffa, por encargo del empresario teatral Alessandro Lanari, importante defensor del risorgimento, por lo que el libreto incluye elementos patrióticos. La obra se basa en una ópera francesa anterior, “Le brasseur de Preston” de Adolphe Adam, con libreto de Léon Lévy Brunswick y Adolphe de Leuven, estrenada en la Opéra-Comique de París en 1838. 
La ópera, con bellas melodías, ritmo vibrante y ricamente orquestada, incorpora varios valses, baile típoco vienes que acababa de ser incorporado en la ópera italiana pocos años antes fue un gran éxito tras su estreno florentino en 1847, representándose en los siguientes años en numerosas ciudades de toda Italia. En el exterior, se representó en Corfú en 1854, Barcelona en 1855, Ciudad de México y Londres en 1857 y Madrid en 1868. La última representación tuvo lugar en Lodi en 1890.
La ópera ha sido recuperada en época moderna el 25 de agosto de 2023 en Pésaro, en el seno del festival "Il belcanto ritrovato".

## Personajes
| Personaje | Voz            | Elenco del estreno Director de orquesta: Alamanno Biagi |
| --- | -------------- | ------------------------------------------------------- |
| Daniele Robinson (fabricante de cerveza)                                                                     | bajo           | Carlo Cambiaggio                                        |
| Giorgio Robinson (oficial, su gemelo)                                                                        | personaje mudo | no se indica                                            |
| Effy (prometida de Daniele)                                                                                  | soprano        | Carmela Marziali                                        |
| Tobia (sargento)                                                                                             | barítono       | Giovanni Belletti                                       |
| Sir Oliviero Jenkins (capitán de marina)                                                                     | tenor          | Giuseppe Lucchesi                                       |
| Miss Anna (su hermana)                                                                                       | soprano        | Angiolina Carocci                                       |
| Lord Murgrave (general, ayudante de campo del rey)                                                           | bajo           | Giuseppe Romanelli                                      |
| Lovel (ayudante de campo del general)                                                                        | tenor          | Ettore Profili                                          |
| Bob (primer operario de la cervecería)                                                                       | bajo           | Giuseppe Romanelli                                      |
| Señores y damas de la corte, soldados y oficiales, operarios de la cervecería, amigos y parientes de Daniele |                |                                                         |

## Argumento
La acción tiene lugar en Inglaterra en 1745.  
Acto I
Patio de la cervecería en Preston
Bob y el resto de trabajadores llegan a la fábrica dispuestos a trabajar cuando Daniele les informa que es día de fiesta, ya que se va a casar con Effy; tanta es su alegría que reparte monedas a sus empleados y les pide que salgan en busca de músicos para la celebración. Está feliz porque, pese a su edad, se encuentra bien y lo único que le falta es amor, y ahora espera poder tener un buen número de hijos (aria. Di monete ho un qualche sacco). Luego, ya a solas con Bob, le recuerda que le ha encargado que supervise la fiesta, y le pide que prepare una habitación para su hermano gemelo, Giorgio, que espera que acuda a la fiesta si sus obligaciones militares se lo permiten. Cuando se van llega Effy, feliz porque, tras muchos desengaños amorosos, por fin va a poder casarse con un hombre que tiene buen corazón y además es rico (canción: La vecchia Magge). Llega Daniele, ambos se cuentan su amor y él dice que si su hermano consigue venir, su felicidad será completa. Effy quiere conocer a Giorgio y que se quede siempre con ellos, lo que despierta los celos de Daniele, ya que ambos hermanos son gemelos idénticos y podría surgir alguna confusión. Para evitar confusiones, ambos prometen cantarse una canción para poder reconocerse. Daniele quiere entonces provarla, y se acerca a ella sin cantar la canción, pero ella, bromeando, no lo rechaza, lo que enfurece a Daniele. Luego se acerca de nuevo cantando y entonces ella lo rechaza, para luego confesarle que solo estaba bromeando. Llegan los invitados para celebrar la boda, y aparece entonces Tobia, que busca a Giorgio, esperando encontrarlo allí. Pero cuando Daniele lo recibe esperando noticias de su hermano, se ve obligado a estropearles la fiesta contando que, si Giorgio no aparece en el campamento al día siguiente, será acusado de deserción y fusilado. Daniele decide entonces ir de inmediato al campamento, y Effie decide acompañarlo. 
Acto II
Exterior de una posada en la campiña
Lord Murgrave prepara el juicio contra Giorgio. Llega entonces Oliviero, preocupado porque su hermana Anna está enamorada de un caballero del regimiento de Murgrave, que ha luego ha huido (aria: Anna si stempra in lagrime). Murgrave quiere interrogar a la joven; ella se niega a revelar el nombre de su amante, pero Murgrave muestra un retrato de Giorgio, y Oliviero lo reconoce. Cuando los tres se van aparece Lovel e informa que Giorgio ha sido condenado por deserción, lo que sorprende a todos, dada la valentía de éste. Llega entonces Daniele, dispuesto a suplicar por la vida de su hermano, cuando Lovel lo confunde con Giorgio y le dice que llega en el momento justo para librarse del castigo. Tobia le insta a Daniele que permita la confusión, ya que es la forma de salvar a su hermano. Effy, para disimular, dice ser la hermana de Daniele. Cuando Lovel, Daniele y Effy entran en la posada, los soldados beben y Tobia canta una historia de amor de un soldado (canción: Era Tom un dragone Valente). Cuando los soldados se van sale Effy, diciéndole a Tobia que su plan no va a funcionar, ya que Daniele es un hombre temeroso que no ha salido de su cervecería, por lo que Tobia decide darle unas lecciones para que pueda disimular hasta que Giorgio aparezca. Sale Daniele, vestido ya como teniente, y Tobia le da lecciones de manejo de la espada, posturas y similares. Daniele se niega a fumar, pero entonces es Effy la que se pone a fumar, para sorpresa de ellos. Lovel entonces informa que el consejo se ha disuelto, pero que tiene que retirarle la espada a Daniele/Giorgio, lo que en realidad es un alivio para Daniele. Effy entra en la posada, pero cuando Daniele va a hacer lo mismo aparece Oliviero, furioso, acusándolo de haber seducido a Anna; Daniele lo niega, pero al ver una carta que le muestra Oliviero reconoce la letra de Giorgio y se ve obligado a disimular; Oliviero quiere batirse en duelo con él salvo que acceda a casarse con Anna. Daniele trata de disimular, pero Oliviero está furioso, así que no le queda más remedio que decirle que está detenido ese día y que no puede abandonar la posada, por lo que Oliviero parte furioso esperando matarlo al día siguiente. Anna ha escuchado asustada la conversación, ya que ama a Giorgio. Llega Daniele, que se ve obligado a seguir el juego y abrazar a Anna, cuando son sorprendidos por Effy; Anna piensa que es su rival, una amante de Giorgio. Llega Oliviero, piensa que Giorgio ha abandonado a Anna por Effy y le dice a Daniele/Giorgio que, de no estar desarmado, lo mataría al momento. Aparece entonces Tobia con la noticia de que el capitán le devuelve la espada, por lo que Daniele se ve obligado a luchar, justo cuando llega la noticia de que todos deben partir de inmediato a la batalla. Daniele, sin ninguna experiencia militar, tiene que partir, para preocupación de Effy. 
Acto III
Galería en el Castillo de Windsor
El pueblo alaba a Daniele/Giorgio como el héroe que ha vencido en la batalla, pero él sabe que todo ha sido gracias al bien entrenado caballo de Giorgio, y sufre recordando lo que pasó en la batalla. Tobia le dice que debería estar alegre, ya que el rey le ha colmado de honores, pero Daniele teme ser descubierto, y que, si Giorgio no vuelve, tenga que enfrentarse a Oliviero o casarse con su hermana. Tobia trata de calmarlo diciéndole que Giorgio volverá pronto, porque es un hombre de honor, y le recuerda que está salvando el honor de su hermano al hacerse pasar por él. Tobía parte y llega Lord Murgrave, con la noticia de que, tras el asesinato de un oficial en Irlanda, tienen que partir hacia allá de inmediato, y Daniele no encuentra la forma de evitarlo. Llega Effy diciendo que Daniele/Giorgio tiene que quedarse por un asunto familiar, pero entonces llegan también Oliviero y Anna, que también quieren reternelo, cada uno por diferentes motivos, algo que Murgrave rechaza. Oliviero entonces dice que va a ir a donde el rey para solicitar que dispense a Daniele/Giorgio; éste, para disimular, finge alegrarse porque así podrá casarse con Anna, despertando así los celos de Effy, hasta que Daniele le dice que le sigue amando a ella.  Effy, entonces, al quedarse a solas con Anna, para burlarse de ella, le acusa de coquetear con todos, y las dos mujeres empiezan a insultarse (dúo: La vedremo... la vedremo). Tobia se encuentra con Effy y le trae la noticia de que Giorgio estaba prisionero de los escoceses, pero ha conseguido huir, y llegará en una hora. Daniele, que llega en ese momento, se muestra aliviado, pero Murgrave trae el mensaje de que, por orden del rey, debe casarse de inmediato con Anna, ya que el rey va a asistir a la boda, y que además ha sido nombrado Mayor y debe partir hacia Irlanda. Daniele no ve ahora la forma de escapar, pero Tobia le insta a que entre por la puerta que conduce a la sala del trono. Se abre la puerta y se ve la sala preparada para la boda. Anna está feliz, al igual que Oliviero. Effy entonces ve aparecer a Daniele con su ropa de siempre, en lugar de la vestimenta de soldado; Giorgio ha llegado justo a tiempo para casarse con Anna, y ellos son libres de regresar a su fábrica de cerveza. 

## Estructura
- Preludio

Acto I
- Introducción y Coro - Amici, alla fabbrica
- Cavatina - Di monete ho un qualche sacco (Daniele)
- Recitativo - O Bob, mi affido a te
- Canzonetta - La vecchia Magge (Effy)
- Escena e Dueto - Questa viva somiglianza (Effy, Daniele)
- Finale I

Acto II
- Escena y Cavatina - Anna si stempra in lagrime (Oliviero)
- Coro y Terceto - Presto, presto, andiamo, andiamo (Daniele, Tobia, Effy)
- Canción - Era Tom un dragone valente (Tobia)
- Recitativo - Io ve l'ho detto
- Terceto - In un momento (Daniele, Tobia, Effy)
- Recitativo - Il consiglio di guerra è sciolto
- Recitativo y Dueto - Vieni, vieni: omai paventa! (Daniele, Oliviero)
- Finale II - Cielo, che vidi - Corriamo all'armi - Per secondar l'intrepido - È il cannone!... è il cannone

Acto III
- Coro de introducción y Recitativo - Onore! onore! onor
- Dueto - Va benone... sì signore (Daniele, Tobia)
- Recitativo - Datemi, o valoroso
- Pieza concertante - Fra tre ore partirete
- Recitativo - Per la mia patria anch'io
- Recitativo y Dueto - La vedremo... la vedremo (Effy, Anna)
- Coro - Avete saputo la nuova ventura?
- Escena y Aria final - Deh! ch'ei non sia la vittima (Effy)

## Discografía
| Año  | Reparto (Daniele Robinson, Effy, Tobia, Sir Oliviero Jenkins, Miss Anna)     | Director de Orquesta | Sello discográfico |
| ---- | ---------------------------------------------------------------------------- | -------------------- | ------------------ |
| 2023 | Gianni Giuga, Ines Lorans, Francesco Venuti, Antonio Garés, Aloisa Aisemberg | Daniele Agiman       | Bongiovanni        |